# ایمیشلی
ایمیشلی (به لاتین: İmişli) شهری در جمهوری آذربایجان است که در شهرستان ایمیشلی واقع شده‌است. ایمیشلی ۱٬۸۲۶ کیلومتر مربع مساحت دارد و ۰ متر بالاتر از سطح دریا واقع شده‌است. جمعیت این شهر بر اساس سرشماری سال ۱۹۸۹ میلادی، ۲۵٫۷۱۵ نفر و بر اساس سرشماری سال ۲۰۰۸ میلادی، ۳۱٫۹۰۰ بوده‌است. آخرین سرشماری نشان می‌دهد این شهر ۳۱٬۳۱۰ نفر جمعیت دارد.

## تاریخ
در سال ۱۹۴۴ میلادی، ایمیشلی به عنوان شهرک شناخته شد و در دهه ۱۹۶۰ میلادی به شهر تبدیل شد.

## ورزش
این شهر دارای یک باشگاه فوتبال به نام میل-مغان است که هم‌اکنون در لیگ دسته یک فوتبال جمهوری آذربایجان شرکت می‌کند.

## نگارخانه

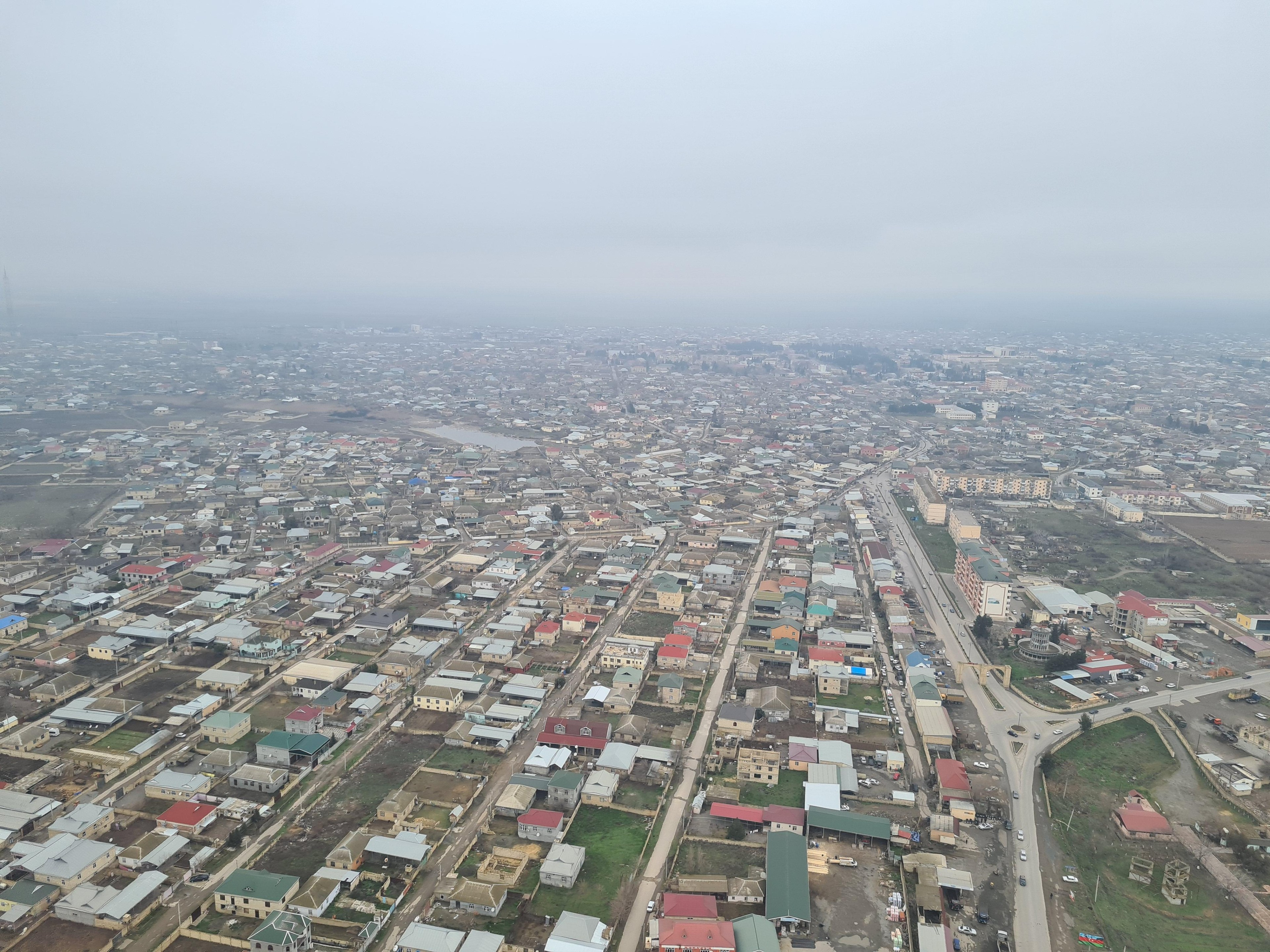
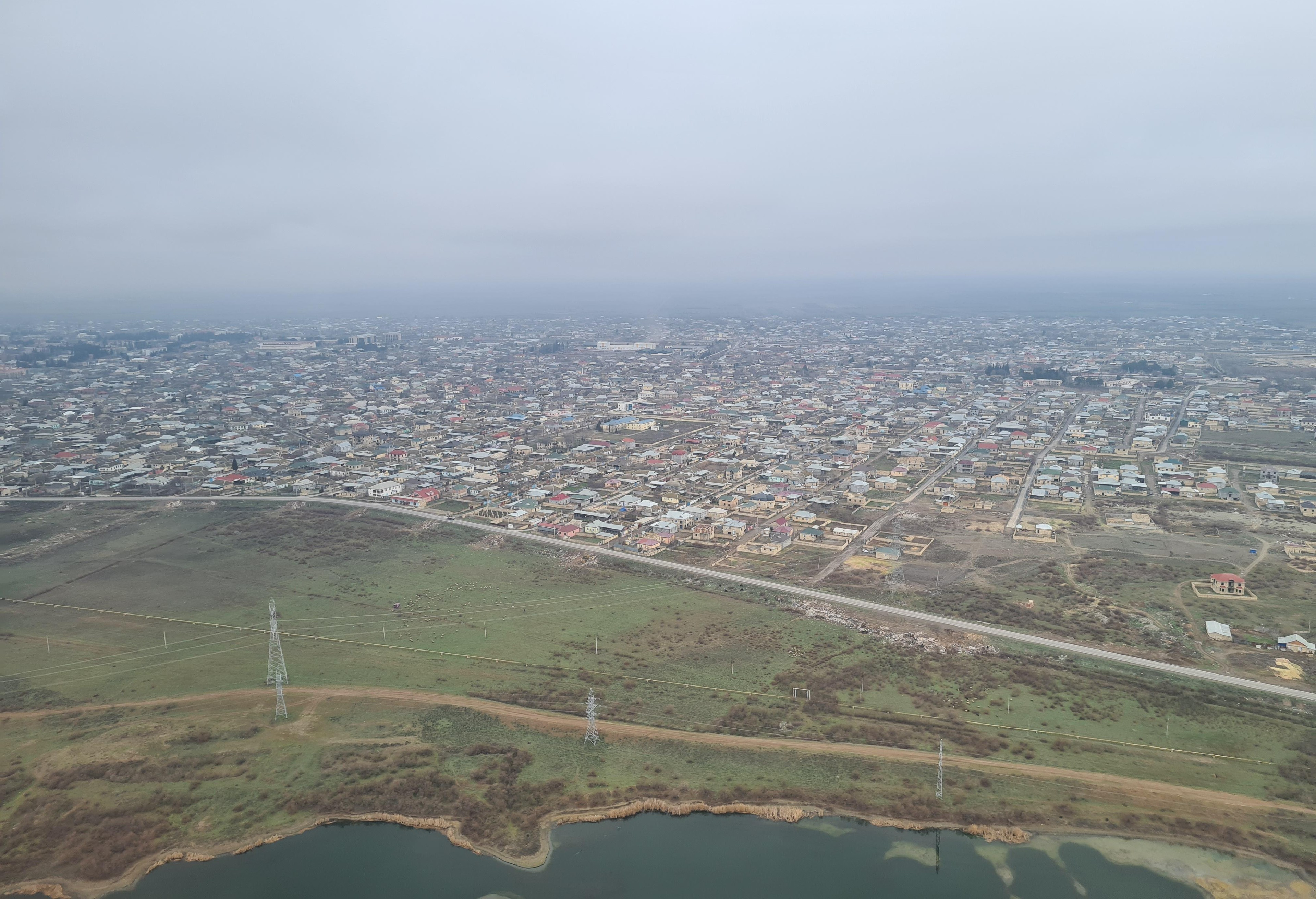